# カンタベリー・クライスト・チャーチ大学
カンタベリー・クライスト・チャーチ大学 （英語: Canterbury Christ Church University）は、イギリス、カンタベリーとケントにある国立大学。

## キャンパス
街の中心街から歩いて数分、ノースホームズロードに位置する昔からのカンタベリーの名所と同じように、街中には大学の所有する極めて重要な3棟の建築物がある。オーガスティンハウス、ホールプレイス・エンタープライズセンターとシドニー・クーパーギャラリー、そしてグレイブヴァイン・ギャラリーである。さらに、カンタベリー・クライスト・チャーチ大学はケントにもキャンパスを持っている（Broadstairs, Tunbridge WellsとMedway、いずれもMedway大学の一部）。メイン・キャンパスにあるFynden, Thorne, Davidson, Lang & Templeを含む6棟の学生寮は、講義のある建物へ近いことから大学が提供する中でも一番の学生寮といえる。2000年には、カンタベリーの街中にあり、元々は牛の絵で有名な画家トマス・シドニー・クーパーによって1868年に建てられた美術学校であったthe Sidney Cooper Centreをカンタベリー クライスト・チャーチが買収した。カンタベリー・クライスト・チャーチのアート学生は、2002年12月に建物に移動し、アートスクールとしての元の利用法を取り戻した。2004年には改装されたギャラリースペースが一般に開放。ギャラリーでは、国内外のアーティストはもちろん、カンタベリー・クライスト・チャーチのスタッフや学生の作品を展示している。2006年9月にグレープバイン・ギャラリーやカフェが一般に開放され、インターネットカフェ施設を提供すると同時に、学生やスタッフによる手頃な価格のアート作品を販売している。
2003年～2004年には、カンタベリーの2つの主要なビルを買収－以前、クラークソンハウスとして知られていた、大きなオフィス風の建物群は、数年をかけて3,000万ポンドの工事が行われる。オーガスティンハウスと改名し、新たに図書館、学習センター、学生サポートとガイダンスなど、学生のための総合サービスを提供する。2009年までに完成予定。
ハーブルダウンにある16世紀の建物、ホールプレイスは、修復後、ホールプレイスエンタープライズセンターと改名された。ビジネスサポートへの入り口、学術的資料、小規模ビジネスのためのトレーニングプログラムなどを行う、Centre for Enterprise and Business Developmentの本拠地となる。